# La Verneda y la Paz
La Verneda y la Paz (en catalán La Verneda i La Pau) es un barrio integrado en el distrito de San Martín de la ciudad de Barcelona.  

## Historia
La Verneda se encuentra ubicada en el núcleo originario del antiguo pueblo de San Martín de Provensals, que data del año 1052. Su nombre hace referencia a los árboles que crecían al margen de los ríos, el aliso (en catalán, vern).
Hasta los años 1950, el territorio estaba ocupado mayoritariamente por terrenos de cultivo y algunas masías (Can Planas, Ca l'Arnó, Can Riera, Can Cadena). Al final del siglo XIX pintores como Isidre Nonell, Joaquín Mir, Juli Vallmitjana, Ricard Canals, Ramón Pichot, y Adrià Gual, conocidos como la colla del Safrà, iban a pintar los campos de la Verneda de San Martín.
El barrio actual se originó en la década de 1950, fruto de la gran demanda de vivienda generada por la llegada masiva de inmigrantes desde la década anterior, procedentes de otras regiones españolas consecuencia del franquismo y la guerra civil, con una alta densidad de edificios y de población y, en aquel momento, una carencia total de equipamientos y servicios. Gracias a la continuada reivindicación vecinal el barrio mejoró su situación y se construyeron los equipamientos actuales. 
La Verneda Baja o llamada por lo que era solo una calle Via Trajana; fue si no el primero, unos de los primeros Barrios del distrito de
San Martin.
El barrio se construyó muy rápido y  se ocupó entre  1952 y 1953 por gente trabajadora, la mayoría inmigrantes del resto de España.
El barrio está entre dos municipios (Barcelona, San Adrian) por aquel entonces rodeado de huertos .
El barrio de Vía Trajana nació en 1953 por la necesidad de alojar a las personas que vivían en las barracas del entorno de la actual plaza de María Cristina. El traslado lo provocó la celebración del Congreso Eucarístico Internacional, que iba a tener lugar en ese espacio. Aquel grupo de viviendas primigenio lo formaban 19 bloques de dos plantas con patios interiores. En total había 656 viviendas, condenadas por la mala calidad del hormigón. Debido a la aluminosis, en 1997 fueron derribados. Y reconstruido para realojar a las familias.
En el barrio se encuentra el polígono de viviendas La Paz, inaugurado en 1966.

## Lucha Vecinal
La lucha vecinal en el barrio empieza de forma relevante a partir de los años 70 y se puede dividir en tres etapas: de 1975 a 1992, de 1992 a 2017 y de 2017 a la actualidad.

### Primera etapa: Nacimiento y consolidación
Al principio estaba articulada a través de la Asociación de Vecinos de la Verneda Alta, siguiendo las reivindicaciones de una asociación de vecinos típica de un barrio de la periferia de la época. Para empezar, en 1976 se inaugura de forma simbólica la Plaza de la Verneda, después de luchar por que no se edificasen edificios eclesiásticos en la Plaza, que en el momento era un solar. 
Paralelamente a la Asociación de Vecinos, se funda en 1977 el Ateneo Libertario de la Verneda.
Mediante asambleas vecinales abiertas y presión a la administración se consiguen otros edificios como el Instituto Salvador Seguí, que se lucha durante 10 años evitando con manifestaciones y asambleas la edificación del solar donde está situado, la residencia de día de personas mayores en el año 1995 en la Plaza Ram del Agua o la edificación en 1992, después de también una larga lucha, de la Rambla Prim. la mayoría de equipamientos en el barrio, incluso la escuela Els Horts o el Parc de Sant Martí, se consiguió mediante manifestaciones y largas negociaciones con el ayuntamiento y la Generalitat.

#### Lucha contra el chabolismo
Uno de los elementos más importantes de la lucha vecinal es la lucha contra el chabolismo. Desde los años 50 había situado en el actual Parque de San Martín el asentamiento chabolista de La Perona. En las décadas anteriores no había causado muchos problemas, pero la constante dejadez de las administraciones y la marginación del barrio hace que, a principios de los años 80, la situación con la delincuencia y tráfico en el barrio sea insostenible, teniendo la Verneda gracias a ello una muy mala fama.
La posición de la Asociación de Vecinos de la Verneda Alta era conciliadora y de intentar presionar a la administración para el realojo de los chabolistas en pisos construidos por el Estado y luchan para que así sea, pero todo da un giro cuando en 1982 se comienza a extender la noticia engañosa de que un gitano ha violado a una chica del barrio. 
Los vecinos entonces, de forma autogestionada y mediante unos panfletos que nadie sabía de dónde venían, comienzan a organizarse cortando calles diariamente en el barrio para conseguir que el barrio de La Perona sea derribado. El motivo de fondo es xenófobo y por ello la propia asociación de vecinos del barrio no participa en estas manifestaciones, lo que le hace ganar muchos detractores entre los vecinos del barrio y llegan a sufrir por su integridad física.
El momento más tenso se da en septiembre de 1982, donde estalla la rabia entre el vecindario y las manifestaciones son muy violentas, acabando estas con la quema de un autobús público, lanzamientos de piedras y otros objetos a la policía, y con muchos heridos. Los siguientes años, comienza el traslado de los vecinos de La Perona hacia pisos de protección oficial, y se vive cierta "calma tensa". 
Sin embargo, debido a la lentitud de este traslado, en 1989 se vuelve a encender la rabia y con un trasfondo xenófobo de nuevo el vecindario de la Verneda no deja de manifestarse hasta que se tumba la última barraca, en junio de aquel año.

### Segunda etapa: Declive de la lucha vecinal
Después de los juegos olímpicos la lucha vecinal pierde mucha fuerza, ya que se han alcanzado la mayoría de objetivos para poder tener un barrio funcional que no sea sólo residencial.
Sin embargo, quedaban cosas relevantes para hacer, como una estación de metro, que se consigue en el 1997 después de muchos años de retrasos y el aumento de la calidad de las líneas 36 y 40 de bus. Otras reivindicaciones también se mantienen, como la ludoteca de ca l'Arnó el Parque de San martí, inaugurada como equipamiento en 1992 o las fiestas del barrio. Sin embargo, el movimiento vecinal se debilita mucho ya partir del 2.000 no se consiguen grandes cambios en el barrio ni pasan movilizaciones tan importantes como las de los 80. Se pierden también el Ateneo Libertario de la Verneda en el año 2007 y el casal de jóvenes del barrio. 
En el año 2011, gracias al movimiento de los indignados 15-M, se articula en cierta medida de nuevo el movimiento asociativo en el barrio, realizándose asambleas semanales para poder coordinar la asistencia a las movilizaciones que se estaban produciendo. Esta asamblea de vecinos consigue también detener desahucios en el barrio recuperar un local entre la Calle Julián Besteiro y la Calle Fluvià. 
En el año 2014 hay movilizaciones vecinales relevantes para la apertura de la casa neonazi Tramuntana en el barrio. Finalmente, después de manifestaciones y presión, consiguen que cierre las puertas definitivamente.

### Tercera etapa: Vuelve la lucha vecinal

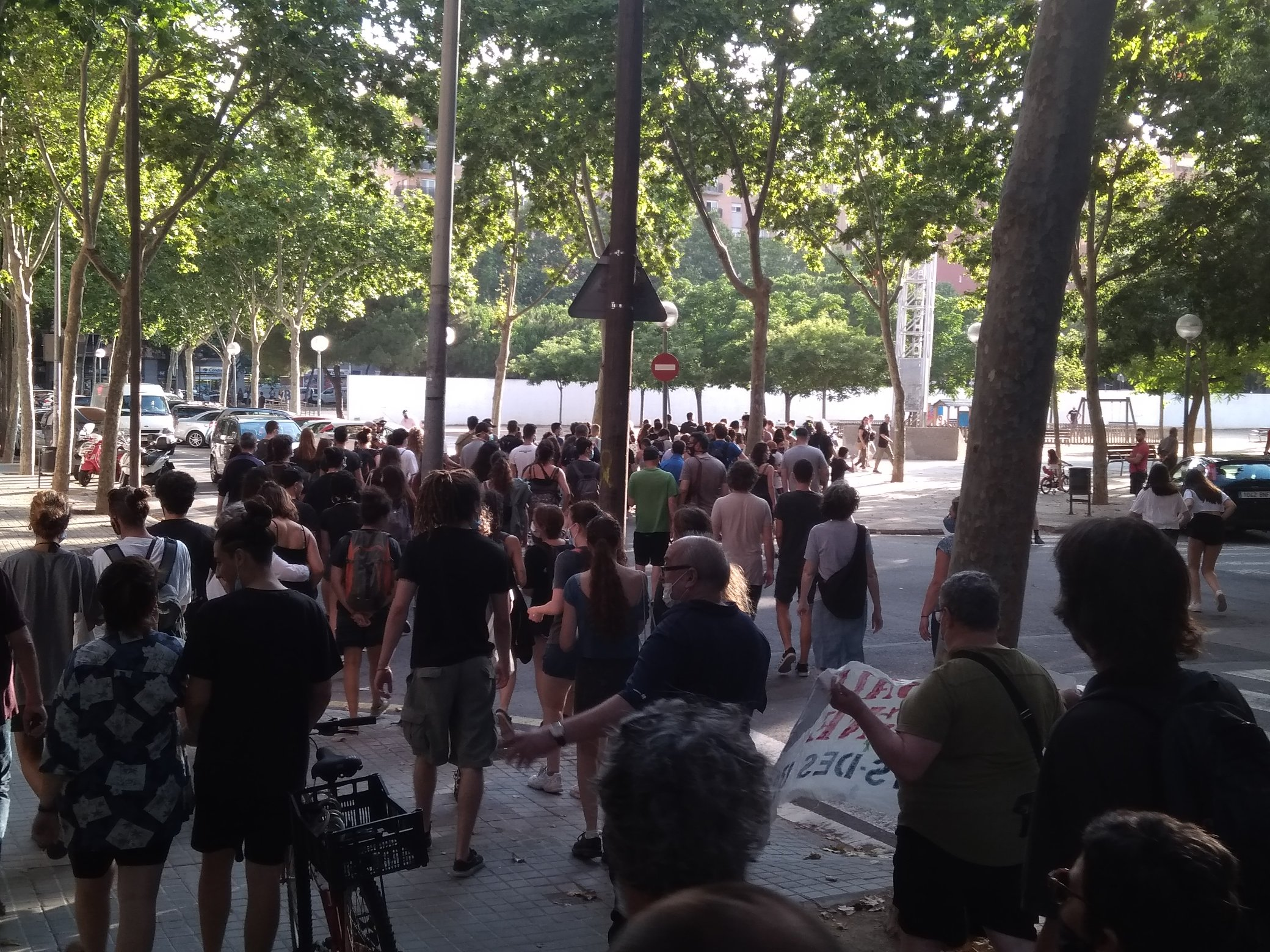
Manifestación en julio del 2020 reclamando pan, techo y trabajo.

En 2017 se forma en la Verneda el "Comité de defensa del Referéndum de la Verneda y la Pau" (futuro CDR de la Verneda y la Pau), encargado de poder garantizar que se haga el referéndum de autodeterminación del 1 de octubre. Consiguiendo aglutinar a decenas de personas, es el movimiento vecinal más relevante de los últimos años y defiende varias escuelas electorales.
El declive del CDR del barrio conlleva que otras organizaciones salgan de su debilitamiento. Es así como el 2018 nace la asamblea de jóvenes de la Verneda y la Pau "La Guarida", el primer elemento de coordinación joven desde los 80. En el 2019 nace la asamblea feminista "Las Del Barrio", y en el mismo año nace también el Sindicato de vivienda de la Verneda y la Pau, con la función de defender el derecho a la vivienda de los vecinos del barrio. 
En el 2020, en consecuencia a la crisis por la pandemia del Covid se forma la red de apoyo mutuo del barrio y la posterior red de alimentos de la Verneda y la Pau. Los 3 colectivos son actualmente los que más personas aglutinan en la Verneda. En julio, en una manifestación conjunta entre los tres colectivos para tener pan, techo y trabajo, lograron juntar unas 300 personas.
Actualmente se han activado otras luchas como la de los vecinos de la Palmera contra las cocinas fantasma y se está formando un esparcimiento en el barrio.